# Фред Дејвис
Фред Дејвис (енгл. Fred Davis; 14. август 1913 — 16. април 1998) био је енглески професионални играч снукера и билијара. 

## Каријера
Био је осмоструки победник Светског првенства у снукеру од 1948. до 1956. године и двоструки победник Светског првенства у билијару. Његов брат је 15-оструки светски шампион у снукеру Џо Дејвис; Фред је други на листи оних који имају највише титула светског шампиона у снукеру, иза Џоа.
Професионалну каријеру почео је играјући билијар 1929. када је имао 15 година. Такмичио се на свом првом светском првенству у снукеру 1937. године, стигао је до финала три године касније изгубивши од Џоа са 36–37. Од 1947. Дејвис је играо у пет узастопних финала против шкотског играча Волтера Доналдсона, победио је три финала. Када се 1952. овај догађај спојио у Светско првенство за професионалне мечеве, Дејвис је освојио још пет шампионата, победивши Доналдсона три пута, а затим два пута Џона Пулмана.
Дејвис је освојио Светско првенство у билијару два пута 1980. године, победивши Рекса Вилијамса у мају, а касније и Марка Вајлдмана у новембру. Са почетком светске ранг листе снукера 1976. године, Дејвис је био четврти на свету, а на професионалној турнеји је остао све до 1993. године, са 80 година, када је престао да игра због артритиса у левом колену. Умро је 1998. након пада у свом дому у Денбиширу у Велсу.